# Max ne se mariera pas
Pour plus de détails, voir Fiche technique et Distribution.
Max ne se mariera pas est un film muet français réalisé par Lucien Nonguet, sorti en 1910.

## Synopsis
Ayant trouvé la femme de son cœur, Max est invité chez ses futurs beaux-parents. Il passe d'abord chez le boulanger acheter un gâteau, mais marche malencontreusement sur du papier tue mouches. Il tente de s'en débarrasser, mais la colle persiste. Arrivé chez ses futurs beaux-parents pour déjeuner, tout se colle à ses pieds et à ses mains et de déboires en déboires il rate ce mariage.

## Fiche technique
- Titre original : Max ne se mariera pas
- Titre anglophone (Royaume-Uni) : Max Misses Another Good Chance
- Titre anglophone (États-Unis) : Max Is Stood Up
- Réalisation Lucien Nonguet
- Scénario : Max Linder
- Producteur :
- Société de production : Pathé Frères
- Société de distribution : Pathé Frères
- Pays d'origine :  France
- Langue : film muet avec les intertitres en français
- Métrage : 155 mètres
- Format : Noir et blanc — 35 mm — 1,33:1 — Muet
- Genre : Comédie
- Durée : 6 minutes 14
- Dates de sortie : 
  -  Autriche : 31 décembre 1910
  -  Royaume-Uni : 25 janvier 1911
  -  France : 3 mars 1911
  -  États-Unis : 20 mars 1911

## Distribution
- Max Linder : Max
- Gabrielle Lange : Mlle Legras, sa fiancée
- X : M. Gustave Legras, le père de la fiancée
- X : Mme Legras, la mère de la fiancée
- X : Le boulanger